# Proboscidactyla
Proboscidactyla is een geslacht van neteldieren uit de familie van de Proboscidactylidae.

## Soorten
- Proboscidactyla abyssicola Uchida, 1948
- Proboscidactyla brooksi (Mayer, 1910)
- Proboscidactyla circumsabella Hand, 1954
- Proboscidactyla flavicirrata Brandt, 1835
- Proboscidactyla menoni Pagès, Bouillon & Gili, 1991
- Proboscidactyla mutabilis (Browne, 1902)
- Proboscidactyla occidentalis (Fewkes, 1889)
- Proboscidactyla ornata (McCrady, 1859)
- Proboscidactyla stellata (Forbes, 1846)